# Kedron al Alexandriei
Kedron al Alexandriei, sau Cerdo, a servit ca Patriarh al Alexandriei în timpul domniei împăratului Traian.

## Biografie
Potrivit lui Eusebiu istoric al Bisericii, el a fost al treilea episcop care a ocupat scaunul episcopal. Cu toate acestea, în cazul în care Sfântul Marcu este considerat a fi primul, atunci Kedron ar fi, de fapt, al patrulea. El a prezidat între 96 și 106.

### Deces
El a fost unul dintre oamenii botezați de către Sfântul Marcu din Alexandria și a fost martirizat la data de 15 iunie 106.